# Alex Pastoor
Alexander „Alex“ Anton Aiko Pastoor (* 26. Oktober 1966 in Amsterdam) ist ein ehemaliger niederländischer Fußballspieler und nunmehriger -trainer.

## Karriere

### Als Spieler
Pastoor spielte zunächst für den AFC ’34. Zur Saison 1989/90 wechselte er zum Erstligisten FC Volendam. Im August 1989 debütierte für Volendam in der Eredivisie, als er am ersten Spieltag jener Saison gegen den HFC Haarlem in der 78. Minute für John Binken eingewechselt wurde. Im November 1989 erzielte er bei einem 2:2-Remis gegen die PSV Eindhoven sein erstes Tor in der höchsten niederländischen Spielklasse.
Nach über 170 Spielen für Volendam wechselte Pastoor im März 1995 zum Ligakonkurrenten SC Heerenveen. In seinen drei Jahren bei Heerenveen absolvierte er 76 Spiele in der Eredivisie, in denen er ohne Torerfolg blieb. Im April 1998 wechselte er nach Belgien zum KRC Harelbeke. Im selben Monat debütierte er für den Verein in der Jupiler League, als er am 28. Spieltag der Saison 1997/98 gegen Standard Lüttich in der Startelf stand und in der 83. Minute durch Steven Wostijn ersetzt wurde. Insgesamt absolvierte er 18 Spiele für Harelbeke in der höchsten belgischen Spielklasse, in denen er ohne Treffer blieb.
Zur Saison 1999/2000 wechselte er nach Österreich zum SC Austria Lustenau. Im Juni 1999 debütierte er für Lustenau in der Bundesliga, als er am ersten Spieltag jener Saison gegen den SV Austria Salzburg in der Startelf stand. Bis Saisonende kam er zu 33 Einsätzen in der höchsten österreichischen Spielklasse für den Verein, aus der Lustenau als Tabellenletzter jedoch absteigen musste. Nach dem Abstieg erzielte Pastoor im September 2000 in der zweiten Liga bei einer 2:1-Niederlage gegen den DSV Leoben sein einziges Tor für Lustenau. Im Jänner 2001 wechselte er zum Regionalligisten SCR Altach, für den er noch ein halbes Jahr lang spielte, ehe er nach der Saison 2000/01 seine Karriere beendete.

### Als Trainer
Nach seinem Karriereende kehrte Pastoor in die Niederlande zurück und wurde Trainer der U-19-Mannschaft von AZ Alkmaar. Nach ein paar Monaten bei AZ wurde er im November 2001 Cheftrainer des unterklassigen AFC ’34.
Zur Saison 2005/06 wechselte er in die Türkei und wurde Trainer der U-21-Mannschaft von Fenerbahçe Istanbul. Nach einer Saison im Ausland kehrte er im Sommer 2006 wieder in die Niederlande zurück und wurde beim SC Heerenveen, für den er bereits als Spieler aktiv gewesen war, Co-Trainer von Gertjan Verbeek. Nach Verbeeks Wechsel zu Feyenoord Rotterdam zur Saison 2008/09 wechselte Pastoor ebenfalls zu Feyenoord und wurde Trainer der Reservemannschaft.
Zur Saison 2009/10 übernahm er den Cheftrainerposten beim Zweitligisten Excelsior Rotterdam. Nach einem dritten Tabellenrang zu Saisonende konnte er mit Excelsior in der Relegation zum Aufstieg PEC Zwolle und Sparta Rotterdam besiegen und somit in die Eredivisie aufsteigen. Die Saison 2010/11 beendete man auf dem 16. Tabellenrang und somit auf einem Relegationsplatz. In der Relegation besiegte man den FC Den Bosch und Helmond Sport und konnte somit den Abstieg vermeiden.
Zur Saison 2011/12 wechselte Pastoor zum Ligakonkurrenten NEC Nijmegen. In seiner ersten Saison bei Nijmegen belegte man zu Saisonende den achten Tabellenrang. In der Saison 2012/13 belegte man Platz 15, mit vier Punkten Vorsprung auf die Relegationsränge. Im August 2013 trennte sich Nijmegen von ihm, nachdem der Verein nach drei Spieltagen der Saison 2013/14 punktelos auf dem letzten Tabellenrang lag.
Im März 2014 wurde er Trainer in Tschechien bei Slavia Prag. Er übernahm den Verein nach 18 Spieltagen auf dem zehnten Tabellenrang mit vier Punkten Vorsprung auf die Abstiegsränge und beendete die Saison mit Slavia auf dem 14. Tabellenrang mit einem Punkt Vorsprung auf den ersten Absteiger.
Bereits vor Saisonende stand seine Rückkehr zu AZ Alkmaar fest, wo er Co-Trainer von Marco van Basten werden sollte. Nach dem gesundheitsbedingten Rücktritt von van Basten wurde er im August 2014 zunächst Cheftrainer von Alkmaar. Nach zwei Spielen als Trainer von Alkmaar trennte man sich einvernehmlich im September 2014.
In der Winterpause der Saison 2014/15 wurde er Trainer des Zweitligisten Sparta Rotterdam. Nachdem er den Verein auf dem sechsten Tabellenplatz übernommen hatte, beendete er mit Sparta die Saison auf dem achten Platz. In seiner zweiten Saison konnte er mit Sparta Meister der Eerste Divisie werden und in die Eredivisie aufsteigen. Die Saison 2016/17 beendete man auf dem 15. Rang in der höchsten Spielklasse. Im Dezember 2017 trennte sich Sparta von Pastoor. Man befand sich zu jenem Zeitpunkt nach 17 Spieltagen auf dem letzten Platz.
Im März 2019 wurde er Trainer des österreichischen Bundesligisten SCR Altach, für den er bereits als Spieler aktiv gewesen war. Die Altacher befanden sich zum Zeitpunkt der Übernahme mit einem Punkt Vorsprung auf den Abstiegsplatz auf dem vorletzten Tabellenrang. Unter seiner Führung erreichten die Altacher als Neunter sicher den Klassenerhalt. In der Saison 2019/20 belegte er mit den Vorarlbergern den achten Rang. Im Februar 2021 wurde Pastoor freigestellt, Altach belegte zu jenem Zeitpunkt den letzten Tabellenrang.
Ende Dezember 2021 übernahm Pastoor den niederländischen Zweitligisten Almere City, den er in der Saison 2022/23 über die Play-offs zum erstmaligen Aufstieg in die Eredivisie führte. Nach dem erfolgreichen Klassenerhalt in der Saison 2023/24 verließ er den Klub im Sommer 2024. 
Im Januar 2025 wurde er Co-Trainer der indonesischen Nationalmannschaft unter Patrick Kluivert.